# Herenhuis 't Kasteeltje

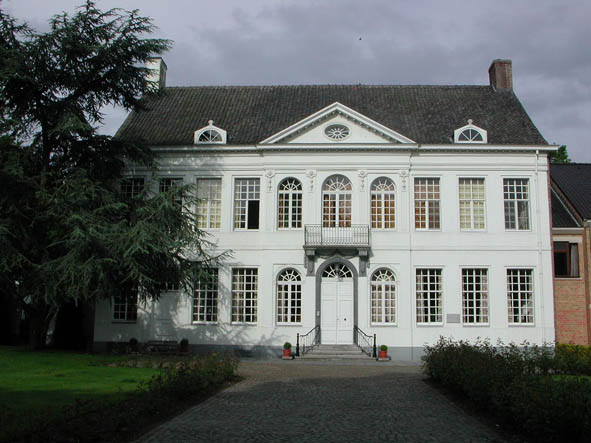
Herenhuis 't Kasteeltje

Herenhuis 't Kasteeltje is een kasteelachtig herenhuis in de tot de West-Vlaamse gemeente Wevelgem behorende plaats Moorsele, gelegen aan Sint-Maartensplein 13.

## Geschiedenis
Het huis werd gebouwd in de 2e helft van de 18e eeuw in opdracht van Joseph Cornillie, een fabrikeur die vanaf 1750 werk van thuiswevers opkocht en verhandelde. Na diens dood kwam het aan zoon François Cornillie die in 1808 tevens het nabijgelegen Kasteel van Moorsele kocht. François' dochter, Marie Cornillie, leefde als rentenierster en kocht nog meer onroerend goed. Pepin Lowie, die bij haar inwoonde, verkreeg het kasteeltje na haar dood. In 1887 verkocht hij het herenhuis aan de Association des Religieuses fille de l'Enfant Jésus (Congregatie van zusters van het kind Jezus) uit Rijsel. Deze Franse congregatie verbouwde het tot een school waar Franse taal en handwerken werd onderwezen. Later werd het een rusthuis voor de Franse zusters om in 1946 te worden verkocht aan de Zusters van 't gelove van Tielt, welke er een beroepsschool in vestigden. Vanaf 1963 woonden er de zusters die werkten in het naastgelegen bejaardenhuis (rustoord Sint-Jozef, met nieuwbouw van 1992).
Ook dichter Caesar Gezelle woonde en werkte in het herenhuis, en wel van 1933 tot zijn dood in 1939.

## Gebouw
Het betreft een dubbelhuis in classicistische stijl. Boven de ingang is er een balkon en de voorgevel wordt gesierd door een driehoekig fronton. Het interieur is nog grotendeels intact. Eén der salons is in empirestijl.